# Neufeld an der Leitha
Neufeld an der Leitha (česky Nová Ves na Litavě) je malé město ležící na rozhraní dvou rakouských spolkových zemí - Dolního Rakouska (Niederösterreich) a Burgenlandu, ke kterému také správně patří.
V Neufeldu žije na rozloze 424 ha celoročně 2 948 obyvatel, od jara do podzimu díky Neufeldskému jezeru několikanásobně více.

## Poloha
Město leží v severní části rakouské spolkové země Burgenland, v těsné blízkosti jejího hlavního města Eisenstadt. Po jeho okraji protéká řeka Litava ( Leitha).

## Historie
Neufeld založil teprve v letech 1648 – 1653 hrabě Ferenc III. Nádasdy. Přesto se toto město může pochlubit už bohatou a zajímavou historií.
Neufeld byl dříve pohraniční obci k části spolkové zemi Burgenland patřící k Maďarsku a to až do roku 1921, přičemž od roku 1898 bylo v rámci maďarizace používáno maďarského názvu obce Laijta Ujfalu. Na okraji Neufeldu protéká řeka Leitha, která oddělovala tehdejší Předlitavsko a Zalitavsko.
Po konci první světové války a dlouhých vyjednáváních bylo toto území navráceno k Rakousku. Obec Neufeld tak patří od roku 1921 k nově založené spolkové zemi Burgenland.
V roce 1997 pak byl obci Neufeld udělen statut města.

## Hospodářství
Industrializace této pohraniční obce sousedící s Maďarskem začala již na počátku 19. století, když zde bylo nalezeno ložisko lignitu. Následným připojením Neufeldu na železnici Győr – Ödenburg – Ebenfurth se zde rozvinula industrializace naplno. Roku 1886 tu byla otevřena chemická továrna, o několik let později továrna Hitiag na zpracování juty. Během několika následných desetiletí se tak z Neufeldu stalo pulzující hospodářské centrum s více než 3000 obyvateli.
V roce 1932 byla těžba hnědého uhlí ukončena a na místě původního uhelného revíru vzniklo dnešní Neufeldské jezero (německy Neufelder See). Pro Neufeld, ve kterém v té době zanikly i další hospodářské podniky jako například Hitiag a Autexa, se tak naskytla možnost nových pracovních míst.

## Současnost
V dnešní době je Neufeldské jezero ideálním místem pro rekreaci – vhodné pro plachtění, potápění, surfování, koupání i rybaření.
V Neufeldu najdete vše, co patří ke krásné dovolené - možnost zahrát si tenis, projet se na koni, dopřát si procházku krásnou přírodou a díky rovinatému terénu je Neufeld jako stvořen i pro jízdu na kole.
Všude se setkáte s porozuměním a pohostinností.